# Coco Chanel
Gabrielle Bonheur „Coco” Chanel (n. 19 august 1883, Saumur, Saumur Val de Loire⁠(d), Franța – d. 10 ianuarie 1971, Hôtel Ritz Paris⁠(d), Région parisienne, Franța) este considerată una dintre cele mai mari creatoare de modă ale secolului al XX-lea, alături de nume precum Paul Poiret, Christian Dior, Christian Lacroix, Guy Laroche, Nina Ricci sau  Hubert de Givenchy.
Publicația Time a considerat-o una dintre cele mai influente femei ale secolului al XX-lea.

## Viața

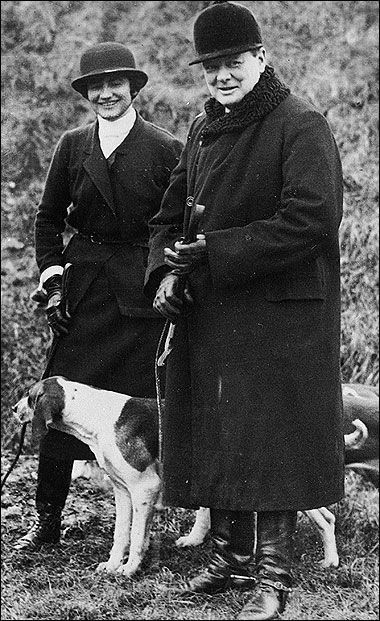
Winston Churchill și Coco Chanel în anii '20

Coco Chanel s-a născut într-o familie săracă. Tatăl ei, vânzător ambulant de țesături, se numea Albert Chanel, iar mama sa croitoreasă, Jeanne Devolle. După moartea mamei sale, Gabrielle Chanel a petrecut șase ani în orfelinatul bisericii catolice Abbaye d'Aubazine. Apoi frecventează doi ani la colegiul Notre-Dame - la Moulins - unde învață să coasă. Tatăl lor a fost constrâns să emigreze pentru a-și găsi un loc de muncă, care să îi permită să-și crească cei 6 copii.
La 18 ani apare în lumina reflectoarelor la cafeneaua "Moulins La Rotonde", în calitate de cântăreață. În aceeași perioadă își găsește un loc de muncă într-un magazin de stofe la Maison Grampayre. Dar continuă să cânte la Caffè Rotond unde admiratorii o vor numi Coco. Unii spun că numele ar veni de la melodiile pe care Chanel obișnuia să le cânte: "Qui a vu Coco?" și "Ko-Ko-Ri-Ko". La 25 de ani, în 1904, cunoaște un bărbat foarte influent care îi va schimba viața. Moștenitor dintr-o dinastie din industria textilă, baronul Étienne Balsan. Coco devine amanta recunoscută a lui Balsan și se mută la castelul acestuia, Royallieu lângă Compiègne, unde vor locui împreună următorii trei ani. Acolo Chanel începe din pasiune și pentru uz personal să creeze pălării care vor fi apreciate de aristocrația franceză, ocupație care se va transforma în curând într-o mică afacere. Face primii pași în lumea modei în calitate de creatoare de pălării în 1908, descoperind un talent special în a anticipa dorințele și gusturile femeilor din timpul său. 
În 1909, Chanel deschide un magazin la parterul apartamentelor lui Balsan în Paris. Proprietatea lui Balsan era locul de întâlnire al elitei pariziene care a devenit clientela stilistei de pălării. Cu ocazia aceasta l-a cunoscut și pe Arthur („Boy”) Capel, care a recunoscut în ea un bun afacerist și a ajutat-o să-și transfere activitatea în 21 Rue Cambon din Paris în 1910 când acolo deja era o croitorie. În 1913 Coco Chanel deschide un alt magazin la Deauville, iar în 1915 unul la Biarritz, în Franța.
În 1921 se lansează pe piața parfumurilor convinsă că parfumurile pe bază de flori și mosc nu au viitor. Chimistul Ernest Beaux prepară o esență sintetică pe bază de aldehide și zahăr fermentat. Chimistul pregătește o gamă întreagă de parfumuri care este atent examinată de Chanel. Parfumurile apar în niște sticluțe numerotate de la 1 la 5 și de la 20 la 24. Stilista a ales două parfumuri, dar până la urmă a rămas numărul 5 căruia nu i-a schimbat numele. Numele "Chanel n°5" a fost un șoc în acea epocă în care parfumurile aveau nume imaginare și fantastice. Șocul mai mare a fost însă confecția sticlei, nonconformistă, o sticlă dreptunghiulară de cristal transparent. 
În scurt timp Chanel n°5 devine parfumul cel mai vândut în lume.
Coco Chanel a creat și alte parfumuri: Cuir de Russie, Gardenia și n° 22. A făcut și o colecție de accesorii pe care o completează în 1929, ce cuprinde pantofi, bijuterii, genți, eșarfe și curele. O importanță deosebită o au bijuteriile frapante care au rolul de a contrasta cu rochiile (îmbrăcămintea) minimalistă. Atelierul din Rue Cambon 21 devine o atracție irezistibilă pentru toate doamnele la modă.
În tot acest timp colaborează cu teatrul pentru care creează diverse costume. Cele mai amintite piese pentru care a creat costume sunt "Le train blue" de Darius Milhaud și "Apollon Musagète" de Igor Stravinski. În 1926 iese pe piață „petit noir”, mica rochie neagră considerată piesa cea mai importantă din istoria îmbrăcămintei. În 1932 lansează o linie de bijuterii bazată în principal pe diamante, realizată în colaborare cu contele Etienne de Beaumont și cu ducele Fulco de Ventura. În acel moment, Chanel a atins apogeul notorietății sale, atelierele ei ofereau muncă pentru 4000 de persoane, iar vânzările hainelor sale au ajuns la circa 28 de mii de modele pe an. În 1939 izbucnește cel de-al doilea război mondial, motiv pentru care Chanel închide de tot atelierul, își concediază toți angajații din Rue Cambon, lăsând în viață doar activitatea parfumurilor. După război stilista este acuzată de o colaborare cu naziștii și din această cauză ea preferă să se retragă în Elveția și vinde toate drepturile mărcii lui Pierre Wertheimer.
Chanel are 70 de ani când decide să reia afacerea în 1953. Descoperă pe tânărul stilist Christian Dior care a pus monopol în scena modei din acea vreme.
Revine în afaceri cu Pierre iar pe 5 februarie 1954, în Rue Cambon 21, prezintă o nouă colecție bazată pe stilul anilor '20. Presa nu îi este de mare ajutor prezentând colecția sa drept un mare eșec. În realitate criticii nu o înțelegeau. Și anii '70 au continuat să readucă elemente din moda anilor '20, dar în 1954 doar Gabrielle Coco Chanel era conștientă de acest fapt. Cu ajutorul presei americane, stilista a revenit în numai două sezoane creând o capodoperă: "tailleur"-ul. Modelul ei preferat era Marie-Hélène Arnaud.
Gabrielle Chanel moare la vârsta de 87 de ani, într-o duminică, în apartamentul ei din Hotel Ritz din Paris. Cu exactitate pe 10 ianuarie 1971.
După moartea ei preiau conducerea Yvonne Dudel, Jean Cazaubon și Philippe Guibourge. În 1974 este lansat Eau de toilette Cristalle, născut dintr-un proiect început de Coco Chanel când încă era în viață. În 1974 apare prima colecție de pret-a-porter a mărcii (desenată de Philippe Guibougè). Alain Wertheimer preia postul tatălui Jacques tot în 1974. Parfumul Chanel n°5 revine și din nou e cel mai bine vândut parfum la nivel mondial. Alain reușește să-l "extragă" de la casa de modă Chloè și îi oferă funcția de director artistic lui Karl Lagerfeld.
Marca Chanel este una din cele mai recunoscute mărci din lumea modei. În prezent casa de modă este pe mâna lui Alain Wertheimer și Gerard Wertheimer, nepoții lui Pierre Wertheimer, partener de afaceri cu Chanel.

## Stilul și filosofia lui Chanel

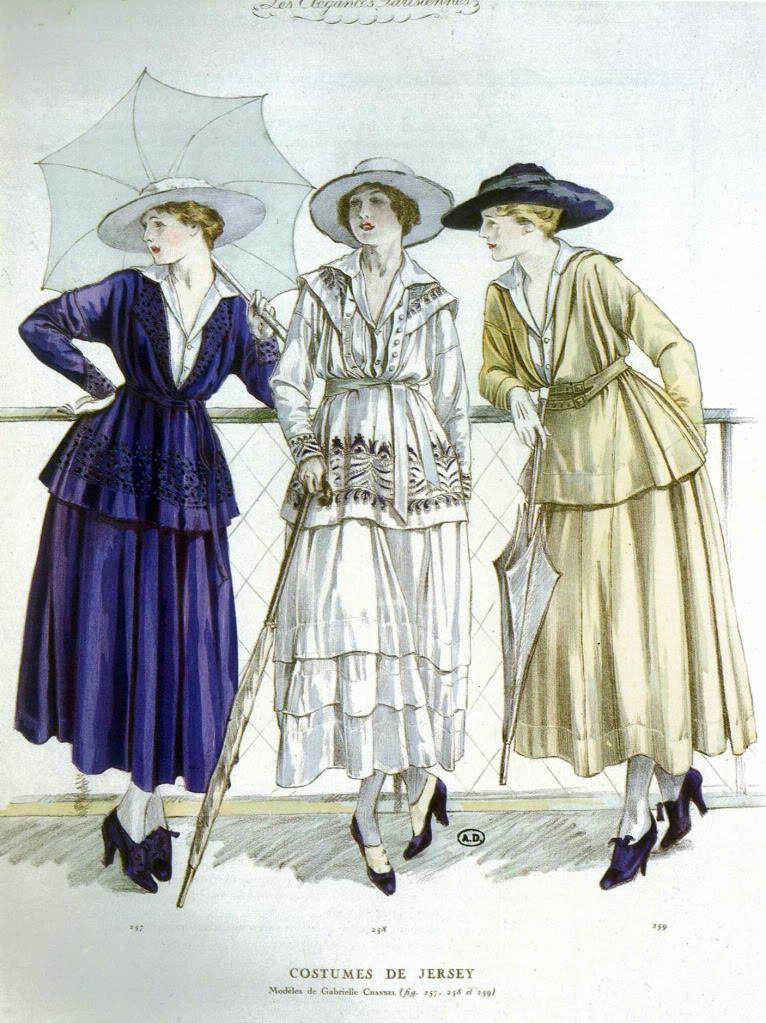
Ilustrație arătând trei modele purtând îmbrăcăminte creată de Gabrielle Chanel (1917)

Stilul lui Gabrielle Chanel a fost revoluționar pentru anii '20: a creat nu doar haine noi și o nouă marcă, ci un nou stil de viață. A creat mai ales pălării și doar după câțiva ani a început să deseneze haine. Mai apoi s-a decis să creeze gențile gigantice, parfumuri (de amintit istoricul Chanel n°5), încălțăminte bicoloră, ceasuri unisex și bijuterii. Interpretând spiritul modernist al epocii, Chanel caută noua imagine de femeie liberă și independentă de bărbați: o femeie liberă, revoluționară, modernă și avangardă. Ceva important de amintit este că Chanel a fost una din primele femei care a îmbrăcat pantalonii.
Țesăturile preferate ale lui Chanel erau tweed și jersey, iar tailleur-ul a devenit un must (un necesar). Culorile preferate și cel mai des folosite erau negrul, albul, la care se mai adaugă și albastrul-închis, bejul și griul. Conștientizarea propriul corp, comoditatea, masculinitatea, eventual combinată cu feminitatea sunt principiile de bază cu care Coco prin creațiile sale a sedus femei (și bărbați). Stilul său este cunoscut în istorie ca fiind sinonim cu eleganța, rafinamentul și modernitatea, combinate cu confortul.